# Chapulacris
Chapulacris är ett släkte av insekter. Chapulacris ingår i familjen gräshoppor.
Kladogram enligt Catalogue of Life:
| Chapulacris | \| \| Chapulacris albanica \| \| \| \| \| \| Chapulacris palmicola \| \| \| \| |
|             | \| \| Chapulacris albanica \| \| \| \| \| \| Chapulacris palmicola \| \| \| \| |
|             | Chapulacris albanica                                                           |
|             |                                                                                |
|             | Chapulacris palmicola                                                          |
|             |                                                                                |